# James C. Irwin
James Clarence Irwin (Des Moines, 7 de junio de 1929-Chandler (Arizona), 21 de marzo de 2018) fue un vicealmirante de la Guardia Costera de los Estados Unidos.

## Trayectoria
Ejerció como vicecomandante de 1986 a 1988. Había sido comandante del 5.º Distrito de la Guardia Costera y Jefe de la Oficina de Reserva en la Sede, Guardacostas. Después de su mandato como vicecomandante, se desempeñó como Comandante de la Fuerza de Tarea Conjunta CUATRO (una agencia predecesora de la Fuerza de Tarea Conjunta Interinstitucional Sur) y el Área Atlántica de la Guardia Costera (designada en 1989) y la Zona Atlántica de Defensa Marítima de EE. UU. (de 1988 a 1989).